# Сан-Фаліу-да-Гішулс
Сан-Фалі́у-да-Гі́шулс (кат. Sant Feliu de Guíxols, вимова літературною каталанською [san fə'ɫiw də 'giʃuɫs]) — муніципалітет, розташований в Автономній області Каталонія, в Іспанії. Код муніципалітету за номенклатурою Інституту статистики Каталонії — 171609. Знаходиться у районі (кумарці) Баш-Ампурда (коди району — 10 та BM) провінції Жирона, згідно з новою адміністративною реформою перебуватиме у складі Баґарії (округи) Жирона. За кількістю населення у 2007 р. місто займало 60 місце серед муніципалітетів Каталонії.

## Назва муніципалітету
Назва муніципалітету походить від лат. sanctum — «святий», лат. felīce — «щасливий», походження слова guíxols невідоме (у 993 р. фіксувалося написання «Gissalis», у 968 р. — «Iecsalis»).

## Населення
Населення міста (у 2007 р.) становить 21.155 осіб (з них менше 14 років — 15 %, від 15 до 64 — 68,4 %, понад 65 років — 16,6 %). У 2006 р. народжуваність склала 210 осіб, смертність — 176 осіб, зареєстровано 70 шлюбів. У 2001 р. активне населення становило 8.711 осіб, з них безробітних — 836 осіб.

Серед осіб, які проживали на території міста у 2001 р., 12.097 народилися в Каталонії (з них 7.425 осіб у тому самому районі, або кумарці), 4.677 осіб приїхало з інших областей Іспанії, а 1.220 осіб приїхало з-за кордону. 

Вищу освіту має 8,1 % усього населення. 

У 2001 р. нараховувалося 6.609 домогосподарств (з них 22,9 % складалися з однієї особи, 27 % з двох осіб,21 % з 3 осіб, 19,7 % з 4 осіб, 6,3 % з 5 осіб, 2 % з 6 осіб, 0,6 % з 7 осіб, 0,3 % з 8 осіб і 0,2 % з 9 і більше осіб).

Активне населення міста у 2001 р. працювало у таких сферах діяльності: у сільському господарстві — 2,4 %, у промисловості — 12,4 %, на будівництві — 22,7 % і у сфері обслуговування — 62,5 %. 

 У муніципалітеті або у власному районі (кумарці) працює 5.692 особи, поза районом — 3.251 особа.

### Доходи населення
У 2002 р. доходи населення розподілялися таким чином :
| \| Доходи населення за статтями доходів \| Доходи населення за статтями доходів \| Доходи населення за статтями доходів \| \| Рік \| 2002 р. \| 2001 р. \| \| ------------------------------------ \| ------------------------------------ \| ------------------------------------ \| \| Заробітна платна \| 56,1 % \| 57,2 % \| \| Доходи від ведення бізнесу \| 28,5 % \| 27,8 % \| \| Соціальна допомога \| 15,4 % \| 15 % \| |         |         |
| Доходи населення за статтями доходів |         |         |
| Рік | 2002 р. | 2001 р. |
| Заробітна платна | 56,1 %  | 57,2 %  |
| Доходи від ведення бізнесу | 28,5 %  | 27,8 %  |
| Соціальна допомога | 15,4 %  | 15 %    |

### Безробіття
У 2007 р. нараховувалося 741 безробітний (у 2006 р. — 877 безробітних), з них чоловіки становили 37,2 %, а жінки — 62,8 %.

## Економіка
У 1996 р. валовий внутрішній продукт розподілявся по сферах діяльності таким чином :
| \| Валовий внутрішній продукт \| Валовий внутрішній продукт \| Валовий внутрішній продукт \| \| Рік \| 1996 р. \| 1991 р. \| \| -------------------------- \| -------------------------- \| -------------------------- \| \| Сільське господарство \| 0,3 % \| 0 % \| \| Промисловість \| 10,9 % \| 0 % \| \| Будівництво \| 17 % \| 0 % \| \| Послуги \| 71,9 % \| 0 % \| |         |         |
| Валовий внутрішній продукт |         |         |
| Рік | 1996 р. | 1991 р. |
| Сільське господарство | 0,3 %   | 0 %     |
| Промисловість | 10,9 %  | 0 %     |
| Будівництво | 17 %    | 0 %     |
| Послуги | 71,9 %  | 0 %     |

### Підприємства міста

#### Промислові підприємства
| \| Промислові підприємства міста, за сферою діяльності \| Промислові підприємства міста, за сферою діяльності \| Промислові підприємства міста, за сферою діяльності \| \| Рік \| 2002 р. \| 2001 р. \| \| --------------------------------------------------- \| --------------------------------------------------- \| --------------------------------------------------- \| \| Енергетичні та водні ресурси \| 0 % \| 1 % \| \| Хімія та метали \| 7,7 % \| 5,9 % \| \| Переробка металів \| 29,8 % \| 31,4 % \| \| Продукти харчування \| 10,6 % \| 9,8 % \| \| Текстиль \| 10,6 % \| 9,8 % \| \| Виробництво меблів, видання \| 37,5 % \| 39,2 % \| \| Інше \| 3,8 % \| 2,9 % \| \| Усього підприємств \| 104 \| 102 \| |         |         |
| Промислові підприємства міста, за сферою діяльності |         |         |
| Рік | 2002 р. | 2001 р. |
| Енергетичні та водні ресурси | 0 %     | 1 %     |
| Хімія та метали | 7,7 %   | 5,9 %   |
| Переробка металів | 29,8 %  | 31,4 %  |
| Продукти харчування | 10,6 %  | 9,8 %   |
| Текстиль | 10,6 %  | 9,8 %   |
| Виробництво меблів, видання | 37,5 %  | 39,2 %  |
| Інше | 3,8 %   | 2,9 %   |
| Усього підприємств | 104     | 102     |

#### Роздрібна торгівля
| \| Підприємства роздрібної торгівлі міста, за сферою діяльності \| Підприємства роздрібної торгівлі міста, за сферою діяльності \| Підприємства роздрібної торгівлі міста, за сферою діяльності \| \| Рік \| 2002 р. \| 2001 р. \| \| ------------------------------------------------------------ \| ------------------------------------------------------------ \| ------------------------------------------------------------ \| \| Продукти харчування \| 33 % \| 32 % \| \| Одяг та взуття \| 22,2 % \| 23,4 % \| \| Товари для дому \| 15,9 % \| 15,3 % \| \| Книги та періодичні видання \| 2,4 % \| 2,7 % \| \| Промислова хімічна продукція \| 6,1 % \| 5,9 % \| \| Продукція, пов'язана з транспортними засобами \| 3,9 % \| 3,7 % \| \| Інше \| 16,4 % \| 17 % \| \| Усього підприємств \| 409 \| 406 \| |         |         |
| Підприємства роздрібної торгівлі міста, за сферою діяльності |         |         |
| Рік | 2002 р. | 2001 р. |
| Продукти харчування | 33 %    | 32 %    |
| Одяг та взуття | 22,2 %  | 23,4 %  |
| Товари для дому | 15,9 %  | 15,3 %  |
| Книги та періодичні видання | 2,4 %   | 2,7 %   |
| Промислова хімічна продукція | 6,1 %   | 5,9 %   |
| Продукція, пов'язана з транспортними засобами | 3,9 %   | 3,7 %   |
| Інше | 16,4 %  | 17 %    |
| Усього підприємств | 409     | 406     |

#### Сфера послуг
| \| Підприємства міста, що працюють у сфері послуг, за діяльністю \| Підприємства міста, що працюють у сфері послуг, за діяльністю \| Підприємства міста, що працюють у сфері послуг, за діяльністю \| \| Рік \| 2002 р. \| 2001 р. \| \| ------------------------------------------------------------- \| ------------------------------------------------------------- \| ------------------------------------------------------------- \| \| Гуртова торгівля \| 11,1 % \| 10,7 % \| \| Готелі та готельний бізнес \| 25 % \| 24,7 % \| \| Транспорт та зв'язок \| 10 % \| 10,7 % \| \| Посередницькі фінансові послуги \| 4,1 % \| 4,7 % \| \| Послуги підприємствам \| 5,5 % \| 5 % \| \| Послуги фізичним особам \| 27 % \| 28,2 % \| \| Нерухомість та ін. \| 17,3 % \| 16 % \| \| Усього підприємств \| 729 \| 681 \| |         |         |
| Підприємства міста, що працюють у сфері послуг, за діяльністю |         |         |
| Рік | 2002 р. | 2001 р. |
| Гуртова торгівля | 11,1 %  | 10,7 %  |
| Готелі та готельний бізнес | 25 %    | 24,7 %  |
| Транспорт та зв'язок | 10 %    | 10,7 %  |
| Посередницькі фінансові послуги | 4,1 %   | 4,7 %   |
| Послуги підприємствам | 5,5 %   | 5 %     |
| Послуги фізичним особам | 27 %    | 28,2 %  |
| Нерухомість та ін. | 17,3 %  | 16 %    |
| Усього підприємств | 729     | 681     |

## Житловий фонд
У 2001 р. 8,7 % усіх родин (домогосподарств) мали житло метражем до 59 м2, 40,9 % — від 60 до 89 м2, 34,7 % — від 90 до 119 м2 і
15,7 % — понад 120 м2.

З усіх будівель у 2001 р. 40,3 % було одноповерховими, 36,8 % — двоповерховими, 15,1 % — триповерховими, 4,3 % — чотириповерховими, 2,3 % — п'ятиповерховими, 0,7 % — шестиповерховими,
0,3 % — семиповерховими, 0,3 % — з вісьмома та більше поверхами.

## Автопарк
| \| Автомобілі, зареєстровані у місті, за призначенням \| Автомобілі, зареєстровані у місті, за призначенням \| Автомобілі, зареєстровані у місті, за призначенням \| \| Рік \| 2006 р. \| 2005 р. \| \| -------------------------------------------------- \| -------------------------------------------------- \| -------------------------------------------------- \| \| Приватні автомобілі \| 64,8 % \| 66,1 % \| \| Мотоцикли \| 14,5 % \| 13,5 % \| \| Вантажівки \| 18,8 % \| 18,4 % \| \| Трактори \| 0,1 % \| 0,2 % \| \| Автобуси та ін. \| 1,8 % \| 1,8 % \| \| Усього автомобілів \| 16.150 шт. \| 15.779 шт. \| |            |            |
| Автомобілі, зареєстровані у місті, за призначенням |            |            |
| Рік | 2006 р.    | 2005 р.    |
| Приватні автомобілі | 64,8 %     | 66,1 %     |
| Мотоцикли | 14,5 %     | 13,5 %     |
| Вантажівки | 18,8 %     | 18,4 %     |
| Трактори | 0,1 %      | 0,2 %      |
| Автобуси та ін. | 1,8 %      | 1,8 %      |
| Усього автомобілів | 16.150 шт. | 15.779 шт. |

## Вживання каталанської мови
У 2001 р. каталанську мову у місті розуміли 95,4 % усього населення (у 1996 р. — 95,8 %), вміли говорити нею 78,5 % (у 1996 р. — 79,6 %), вміли читати 77,8 % (у 1996 р. — 74,5 %), вміли писати 56,8 % (у 1996 р. — 50 %). Не розуміли каталанської мови 4,6 %.

## Політичні уподобання
У виборах до Парламенту Каталонії у 2006 р. взяло участь 7.751 особа (у 2003 р. — 9.048 осіб). Голоси за політичні сили розподілилися таким чином:
| \| Вибори до Парламенту Каталонії \| Вибори до Парламенту Каталонії \| Вибори до Парламенту Каталонії \| \| Рік \| 2006 р. \| 2003 р. \| \| -------------------------------------- \| ------------------------------ \| ------------------------------ \| \| Конвергенція та Єднання (CiU) \| 36,3 % \| 41,5 % \| \| Соціалістична партія Каталонії (PSC) \| 30,1 % \| 29,4 % \| \| Народна партія (PP) \| 6,7 % \| 7 % \| \| Ініціатива за Каталонію — Зелені (ICV) \| 7,5 % \| 5,8 % \| \| Республіканська лівиця Каталонії (ERC) \| 15,3 % \| 14,8 % \| \| Громадяни — Громадянська партія (C's) \| 0,9 % \| 0 % \| \| Інші \| 3,3 % \| 1,6 % \| |         |         |
| Вибори до Парламенту Каталонії |         |         |
| Рік | 2006 р. | 2003 р. |
| Конвергенція та Єднання (CiU) | 36,3 %  | 41,5 %  |
| Соціалістична партія Каталонії (PSC) | 30,1 %  | 29,4 %  |
| Народна партія (PP) | 6,7 %   | 7 %     |
| Ініціатива за Каталонію — Зелені (ICV) | 7,5 %   | 5,8 %   |
| Республіканська лівиця Каталонії (ERC) | 15,3 %  | 14,8 %  |
| Громадяни — Громадянська партія (C's) | 0,9 %   | 0 %     |
| Інші | 3,3 %   | 1,6 %   |

У муніципальних виборах у 2007 р. взяло участь 8.506 осіб (у 2003 р. — 9.589 осіб). Голоси за політичні сили розподілилися таким чином:
| \| Муніципальні вибори \| Муніципальні вибори \| Муніципальні вибори \| \| Рік \| 2007 р. \| 2003 р. \| \| -------------------------------------- \| ------------------- \| ------------------- \| \| Конвергенція та Єднання (CiU) \| 23,9 % \| 56,1 % \| \| Соціалістична партія Каталонії (PSC) \| 30,7 % \| 19,4 % \| \| Народна партія (PP) \| 3,5 % \| 4,1 % \| \| Ініціатива за Каталонію — Зелені (ICV) \| 6,9 % \| 5,2 % \| \| Республіканська лівиця Каталонії (ERC) \| 13,7 % \| 7 % \| \| Громадяни — Громадянська партія (C's) \| 0 % \| 0 % \| \| Інші \| 21,3 % \| 8,2 % \| |         |         |
| Муніципальні вибори |         |         |
| Рік | 2007 р. | 2003 р. |
| Конвергенція та Єднання (CiU) | 23,9 %  | 56,1 %  |
| Соціалістична партія Каталонії (PSC) | 30,7 %  | 19,4 %  |
| Народна партія (PP) | 3,5 %   | 4,1 %   |
| Ініціатива за Каталонію — Зелені (ICV) | 6,9 %   | 5,2 %   |
| Республіканська лівиця Каталонії (ERC) | 13,7 %  | 7 %     |
| Громадяни — Громадянська партія (C's) | 0 %     | 0 %     |
| Інші | 21,3 %  | 8,2 %   |